# Kojšovská hoľa
Kojšovská hoľa (německy Koischdorfer Höhe, maďarsky Kojsói-tető, slangově Kojšovka) je se svými 1245,7 m n. m. nejvyšší horou stejnojmenného geomorfologického podcelku ve Volovských vrších. Nachází se v okrese Gelnica v Košickém kraji na Slovensku. Spočinek Kojšovská hoľa úboč je s 1225 m n. m. nejvyšší horou okresu Košice-okolí.

## Geografie
Kojšovská hoľa se tyčí mezi obcemi Kojšov, Opátka, Zlatá Idka a Prakovce, přibližně 16 km západně od Košic. Je to výrazný, krajinářsky jedinečný holý vrchol, který je zarostlý vřesem a borůvčím. Vrchol vybíhá mírně na sever z hlavního hřebene a je z něj dokonalý kruhový výhled do okolí.
Zejména jeho jižní svahy jsou využívány v zimě pro lyžování, nachází se zde rozsáhlý lyžařský areál Skipark Erika. Přibližně 1 km západně od vrcholu se nachází v nadmořské výšce 1045 m n. m. chata Erika.

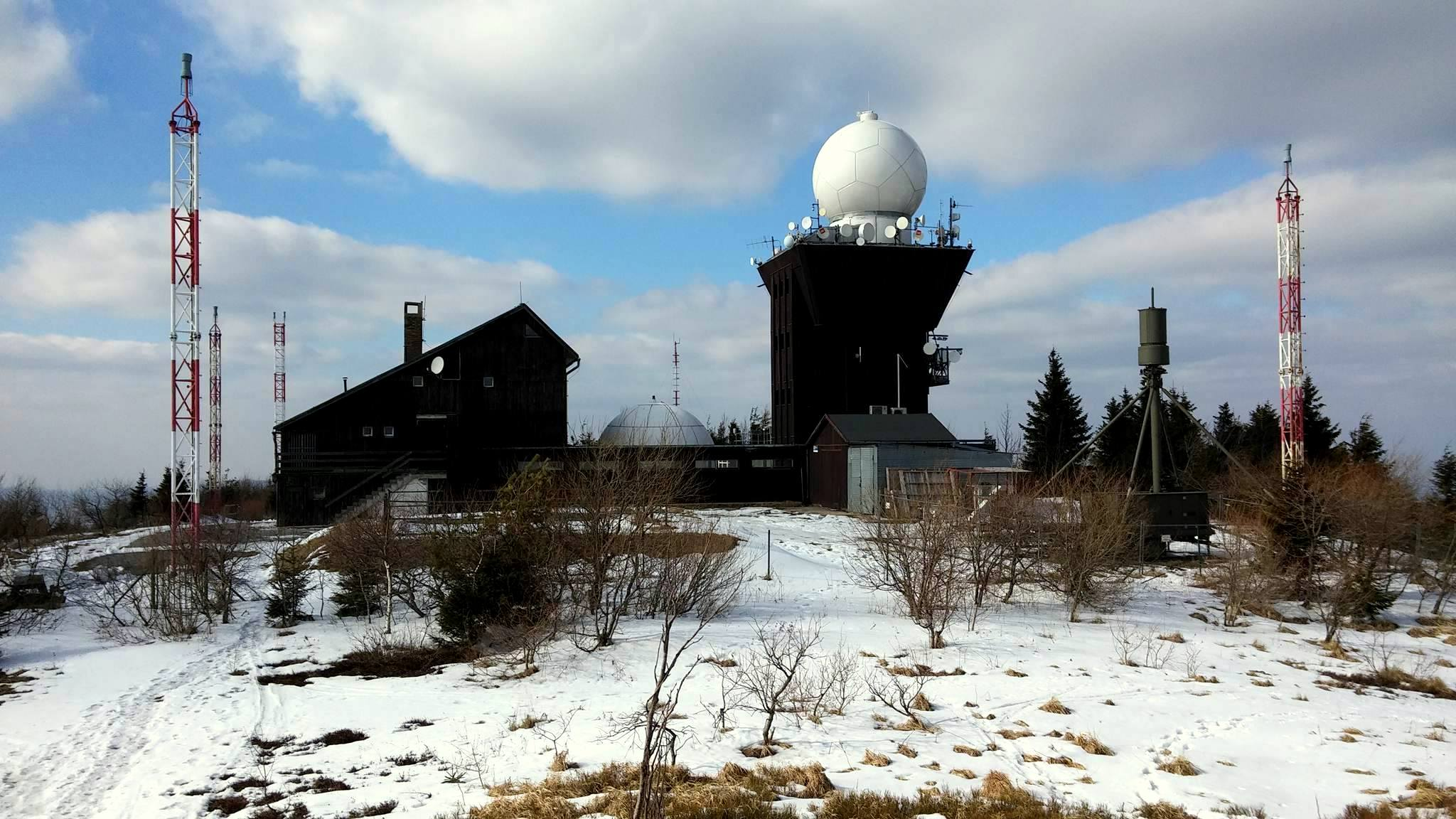
Meteorologická a radarová stanice SHMÚ na Kojšovské hoľe

Na vrchole sídlí meteorologická a radarová stanice Slovenského hydrometeorologického ústavu, která sleduje povětrnostní podmínky.

## Turistický přístup
- po  modré značce z města Gelnica přes Striebornou (620 m n. m.), odtud po  červené značce na vrchol, trvání: ↑ 3:50 h, ↓ 3:35 h, převýšení: 874 m
- po  modré značce z obce Kojšov přes Striebornou (620 m n. m.), odtud po  červené značce na vrchol, trvání: ↑ 3:05 h, ↓ 2:50 h, převýšení: 775 m
- po  žluté značce z obce Prakovce kolem hájovny Izbica a chaty Erika, trvání: ↑ 3:30 h, ↓ 3:05 h, převýšení: 853 m
- po  modré značce z obce Zlatá Idka, přes sedlo Kojšovské hoľe (1170 m n. m.), odtud po  žluté značce na vrchol, trvání: ↑ 1:30 h, ↓ 1:10 h, převýšení: 587 m
- po  červené hřebenovce cesta hrdinů SNP – od Kloptaně (západ) či Idčianského sedla (východ)

## Galerie

Pohled na Kojšovskou hoľu z Idčianského sedla
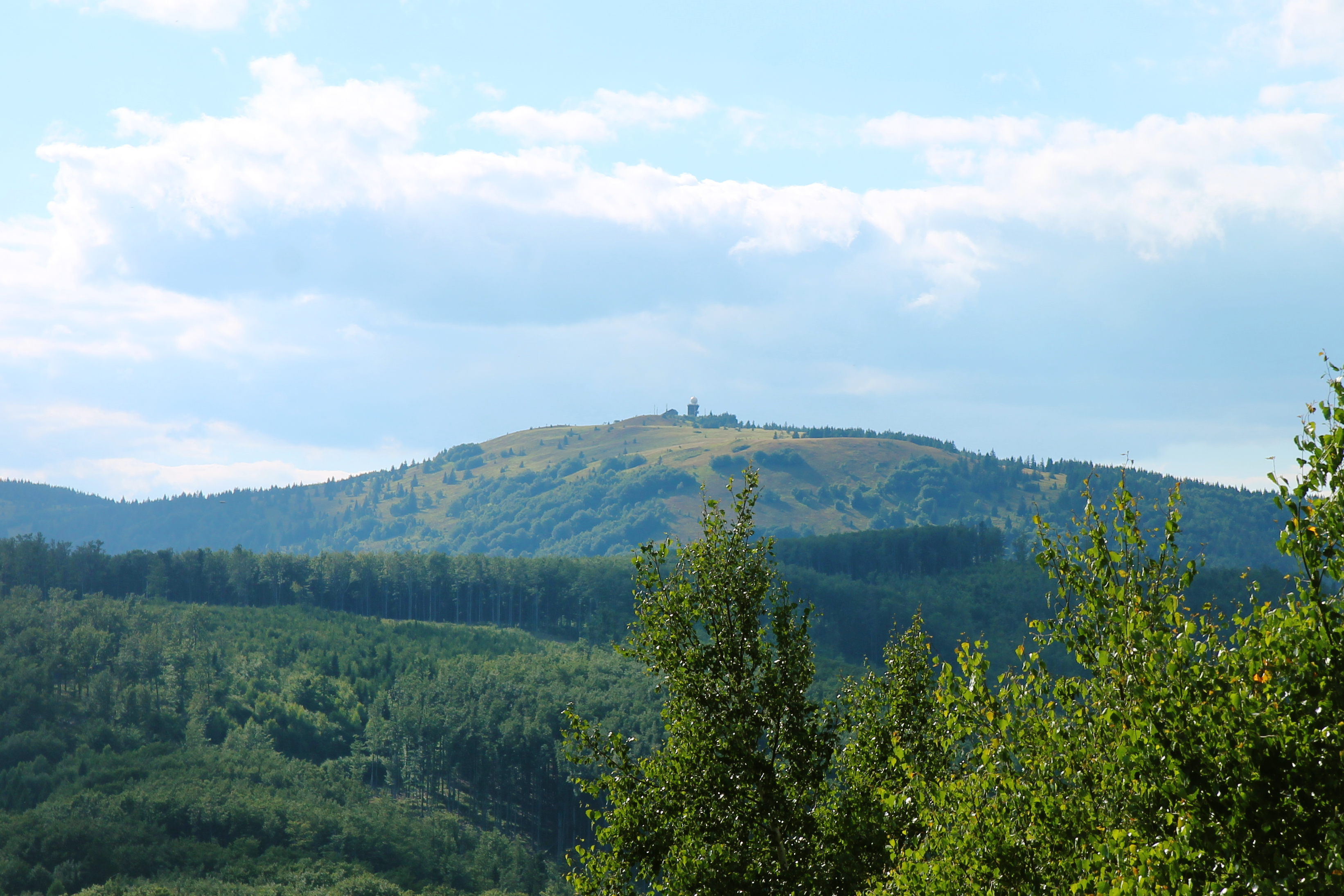
Kojšovská hoľa z vyhlídky Loreley
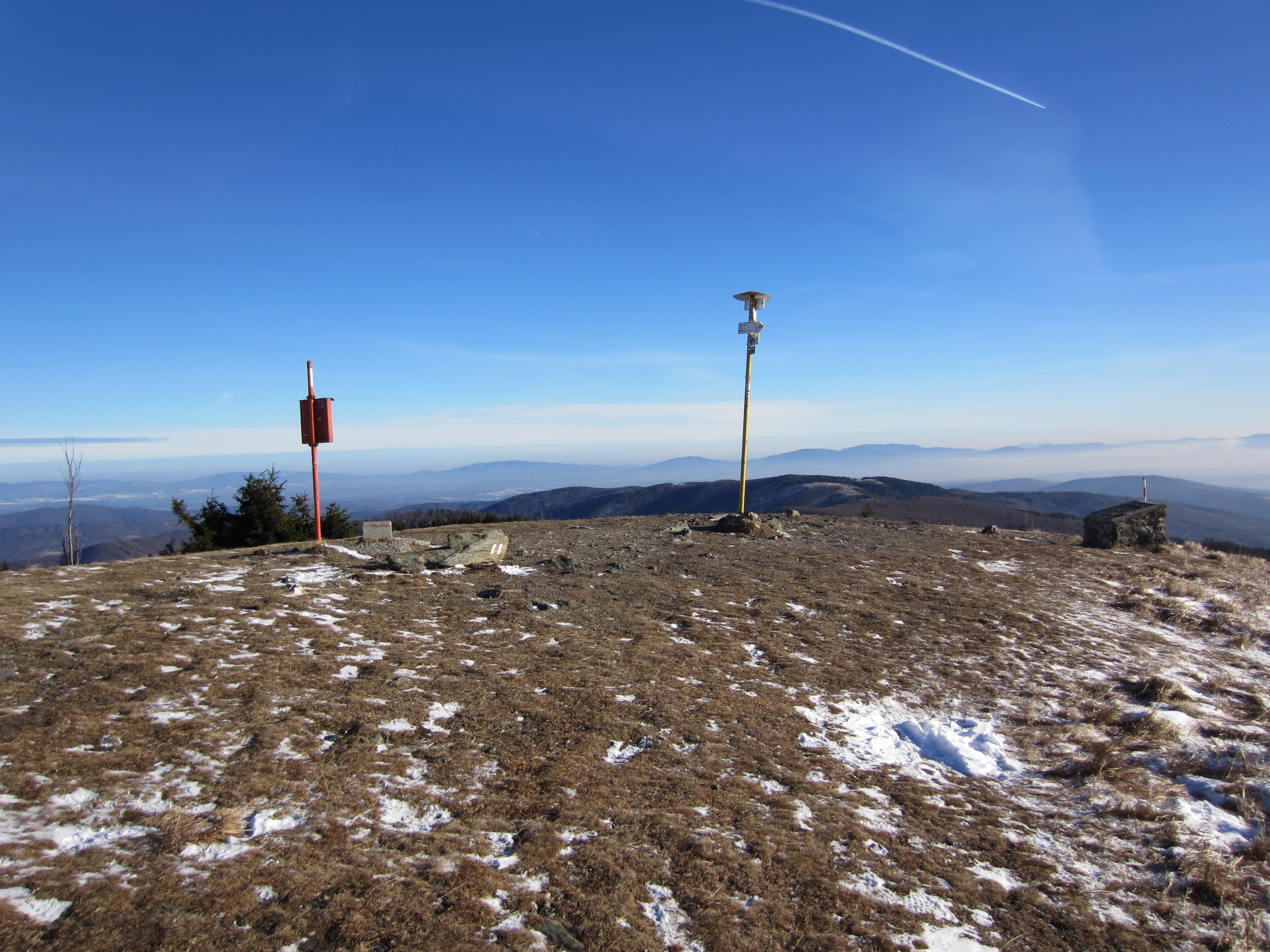
Vrchol Kojšovské hoľe
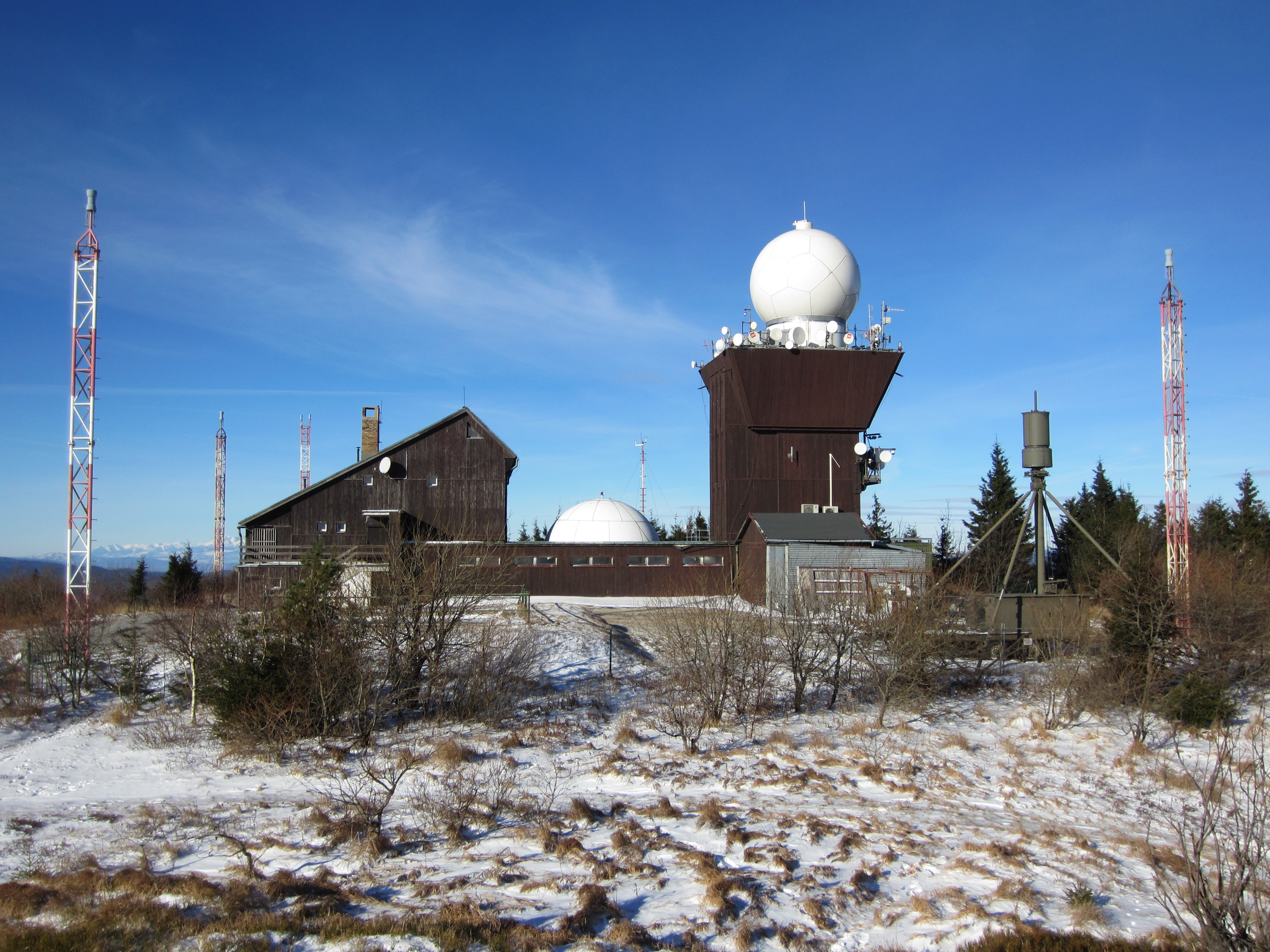
Meteorologická a radarová stanice SHMÚ
Meteorologická a radarová stanice SHMÚ
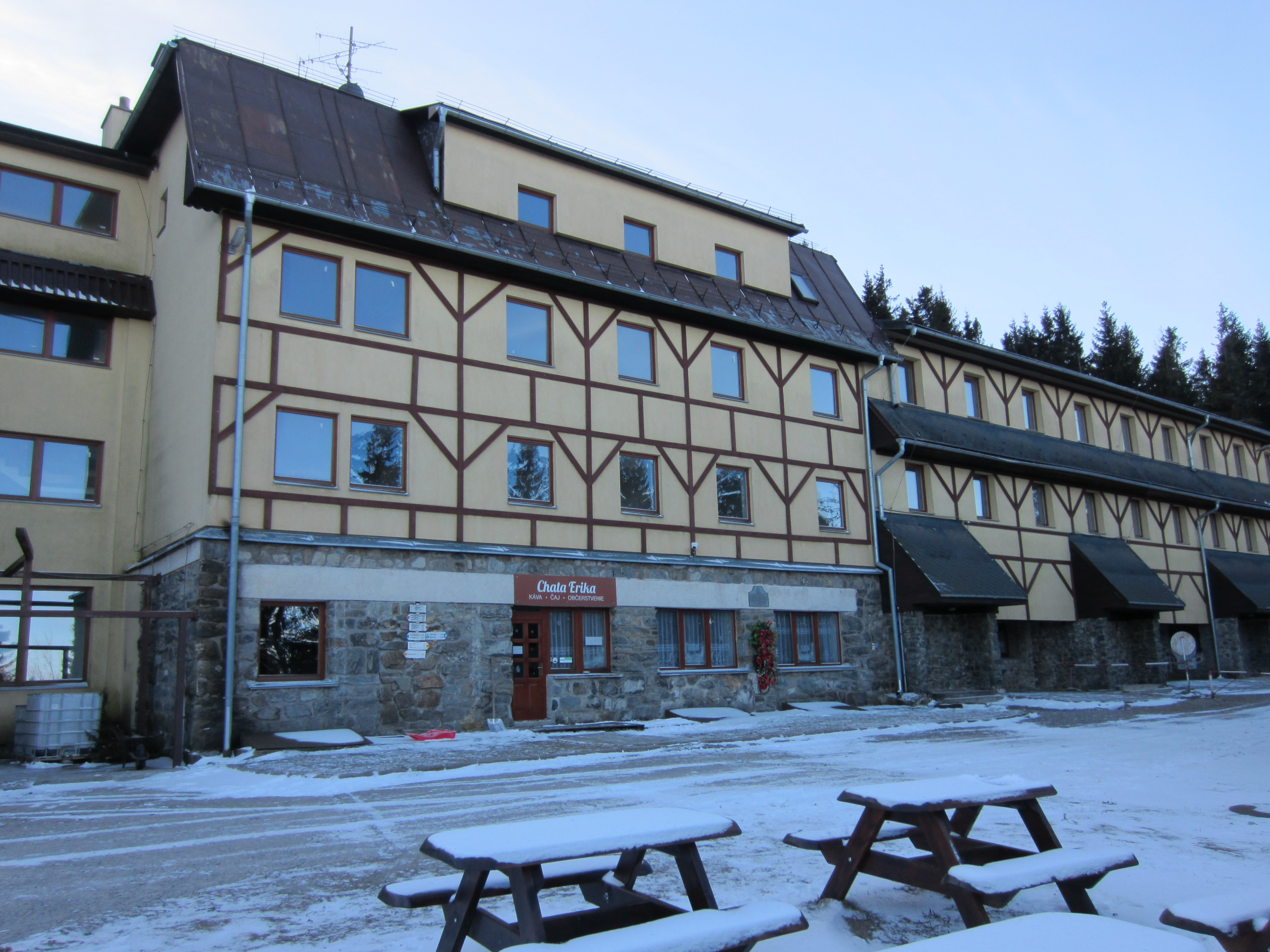
Horská chata Erika
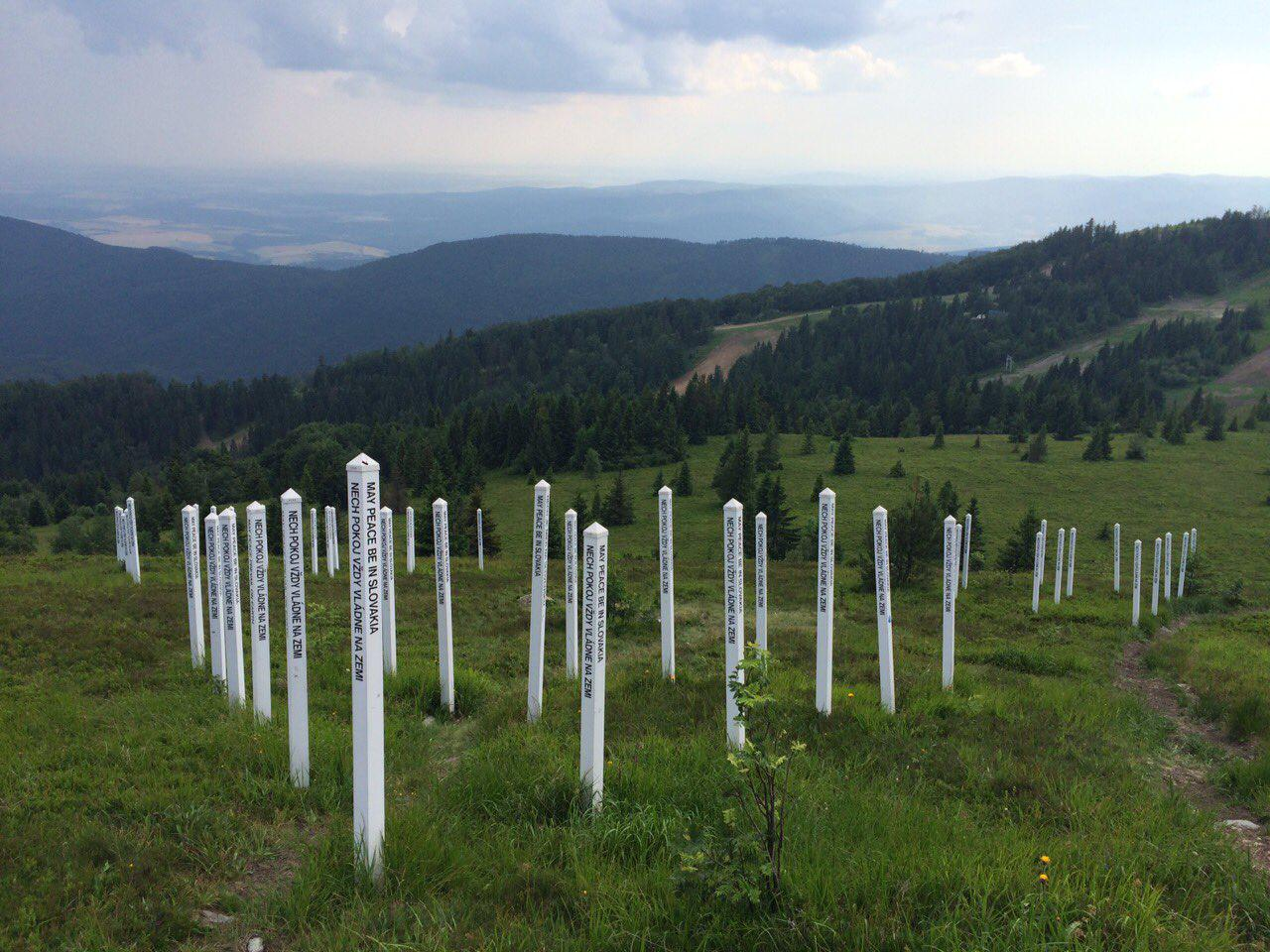
Památník na Kojšovské hoľe (Nech pokoj vždy vládne na zemi), 1997
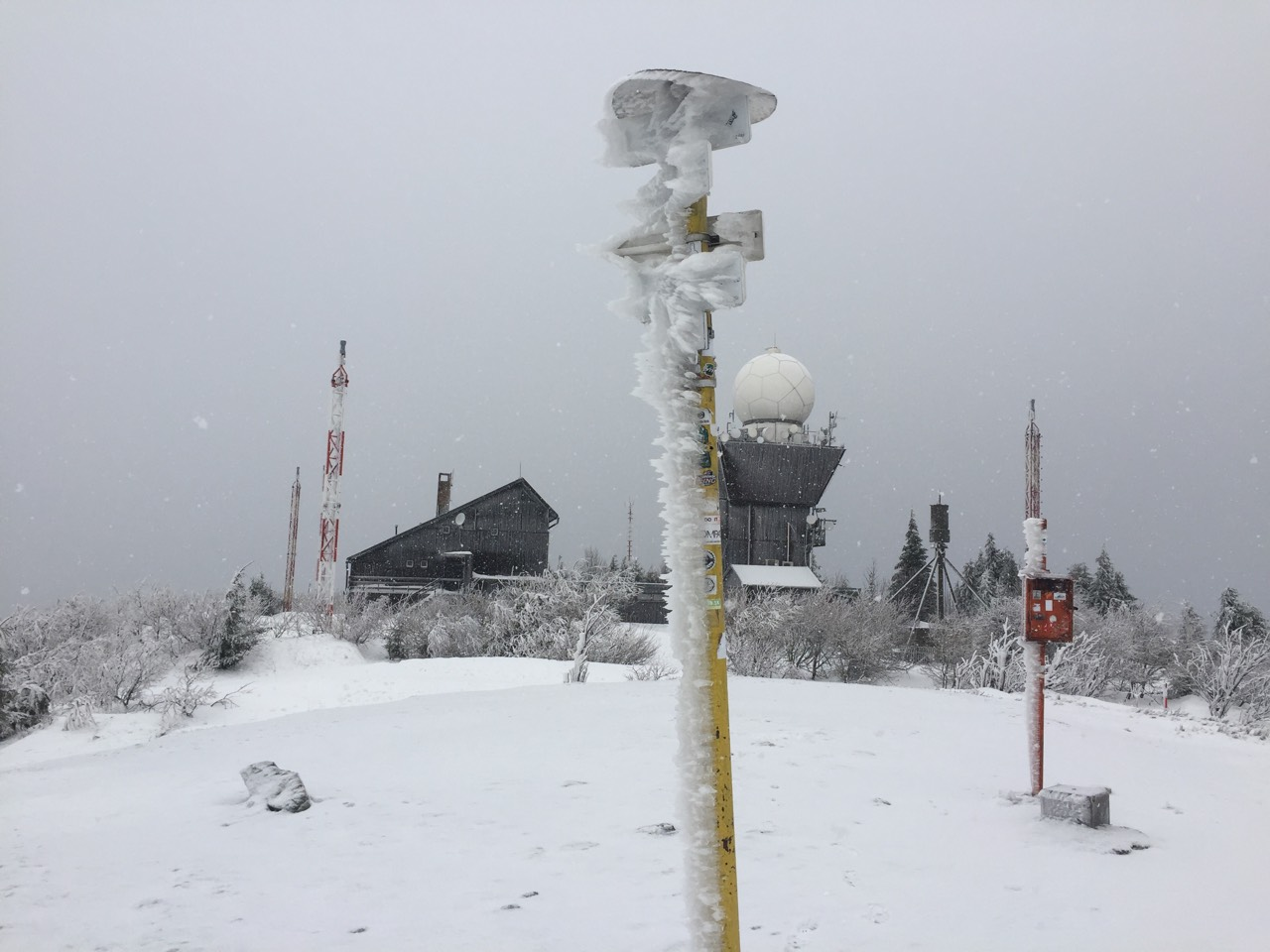
Kojšová hoľa, meteorologická stanice (zima 2018)